# Wang (Bayern)
Wang er en kommune i Landkreis Freising Regierungsbezirk Oberbayern i den tyske delstat Bayern. Den ligger hvor floderne Amper og Isar løber sammen. Den er en del af Verwaltungsgemeinschaft Mauern.

## Inddeling
Ud over Wang er der følgende landsbyer og bebyggelser: Bergen, Burgschlag, Dornhaselbach, Einhausen, Grub, Hagsdorf, Holzdobl, Holzerdorf, Inzkofen, Isareck, Niederndorf, Pfettrach, Schweinersdorf, Scheckenhofen, Schlag, Schöneck, Sixthaselbach, Spörerau, Thalbach, Thulbach, Volkmannsdorf, Volkmannsdorferau, Weghausen, Wittibsmühle og Zieglberg.